# Coptoeme rotundicollis
Coptoeme rotundicollis är en skalbaggsart som beskrevs av Duffy 1955. Coptoeme rotundicollis ingår i släktet Coptoeme och familjen långhorningar.
Artens utbredningsområde är Rwanda. Inga underarter finns listade i Catalogue of Life.